# Носитель (кооперативная игра)
Носитель — подмножество множества игроков в кооперативной игре, которые вносят ненулевой вклад в некоторую коалицию.
Формально носитель кооперативной игры определяется как:
где N — множество игроков в кооперативной игре, v — характеристическая функция игры.
Дополнением носителя игры является множество болванов или нулевых игроков, то есть игроков, не вносящих никакого вклада ни в одну из коалиций.
Понятие носителя используется при определении свойств оптимальных решений кооперативной игры. Так, например, одним из свойств вектора Шепли является аксиома болвана, утверждающая, что все благосостояние тотальной
коалиции (состоящей из всех игроков) должно распределяться только между игроками, входящими в носитель.